# Abiturientenquote
Mit der Abiturientenquote (Deutschland) oder der Maturitätsquote (Österreich und Schweiz) wird der Anteil der Inhaber einer Hochschulreife (Hochschulzugangsberechtigte) an einem Geburtsjahrgang angegeben. Nach Bedarf werden auch die Inhaber einer Fachhochschulreife (FHR) mitgezählt, wodurch sich eine deutlich höhere Gesamtquote ergibt. Wenn dies (etwa in Presseberichten) nur ungenau angegeben wird, drohen leicht Missverständnisse. Die Studienberechtigtenquote ist minimal größer als die Absolventenquote der entlassenden Schulen, da immer eine kleine Zahl von Studienberechtigten nicht an einer Prüfung zur Allgemeinen Hochschulreife (AHR), Fachgebundenen Hochschulreife oder Fachhochschulreife (FHR) teilgenommen hat, sondern etwa durch eine Zugangsprüfung der Hochschulen berechtigt worden ist. Diese Zahl ist in den letzten Jahren aber auf 3 Prozent (2020) gewachsen.
Die Zahl der Studienanfänger und die Studienanfängerquote umfassen auch die Studienanfänger aus dem Ausland (internationale Studenten) und fallen deutlich höher aus (Maxima: 2011/12 mit 508.748 Studenten; 2013 mit 58,5 %). Nicht zur Quote gerechnet werden die deutschen Studienanfänger im Ausland, allein über 10.000 in Österreich und 7.000 in den Niederlanden.

## Deutschland

### Studienberechtigte und Studienberechtigtenquote
In Deutschland kommen die Studienberechtigten zu etwa zwei Dritteln aus den Allgemeinbildenden Schulen und zu einem Drittel aus den Beruflichen Schulen, wo jeweils sowohl die Allgemeine als auch die Fachhochschulreife erworben werden können. Die überwiegende Zahl der Abgänger mit Fachhochschulreife kommt aus den Fachoberschulen der Beruflichen Schulen. Man kann auch nach einem Jahr in der Qualifikationsstufe der gymnasialen Oberstufe mit dem schulischen Teil der FHR abgehen und den beruflichen Anteil beginnen. Diese kleine Gruppe wird seit 2012 nicht mehr als studienberechtigt gezählt.
Die Berechnung der Studienberechtigtenquote durch das Statistische Bundesamt erfolgt nach der Bildung des Durchschnittswertes der Zahl von in Deutschland gemeldeten Personen zwischen 18 und 20 Jahren (drei Altersjahrgänge) für ein Jahr (Methodik).
| Jahr | Gesamt (in %) | AHR (in %) | FHR (in %) |
| ---- | ------------- | ---------- | ---------- |
| 2010 | 48,5          | 33,4       | 15,1       |
| 2012 | 53,5          | 37,3       | 16,2       |
| 2014 | 52,8          | 41,0       | 11,8       |
| 2015 | 53,0          | 41,2       | 11,8       |
| 2016 | 52,1          | 42,1       | 11,1       |
| 2017 | 51,0          | 40,3       | 10,7       |
| 2018 | 50,6          | 40,1       | 10,6       |
| 2019 | 50,6          | 40,2       | 10,4       |
| 2020 | 46,8          | 37,2       | 9,6        |
| 2021 | 48,4          | 39,1       | 9,3        |
| 2022 | 48,4          | 39,3       | 9,1        |
| 2023 | ?             | ?          | ?          |

Die Quoten der Bundesländer fallen dabei unterschiedlich aus. Seit 2006 werden spezifische Entwicklungen sichtbar, hinter denen eine unterschiedliche Bildungspolitik steht:
| Studienberechtigten-Quote in Prozent, Deutschland 2006, alphabetisch nach Bundesländern | Studienberechtigten-Quote in Prozent, Deutschland 2006, alphabetisch nach Bundesländern | Studienberechtigten-Quote in Prozent, Deutschland 2006, alphabetisch nach Bundesländern | Studienberechtigten-Quote in Prozent, Deutschland 2006, alphabetisch nach Bundesländern | Studienberechtigten-Quote in Prozent, Deutschland 2006, alphabetisch nach Bundesländern | Studienberechtigten-Quote in Prozent, Deutschland 2006, alphabetisch nach Bundesländern | Studienberechtigten-Quote in Prozent, Deutschland 2006, alphabetisch nach Bundesländern | Studienberechtigten-Quote in Prozent, Deutschland 2006, alphabetisch nach Bundesländern | Studienberechtigten-Quote in Prozent, Deutschland 2006, alphabetisch nach Bundesländern | Studienberechtigten-Quote in Prozent, Deutschland 2006, alphabetisch nach Bundesländern | Studienberechtigten-Quote in Prozent, Deutschland 2006, alphabetisch nach Bundesländern | Studienberechtigten-Quote in Prozent, Deutschland 2006, alphabetisch nach Bundesländern | Studienberechtigten-Quote in Prozent, Deutschland 2006, alphabetisch nach Bundesländern | Studienberechtigten-Quote in Prozent, Deutschland 2006, alphabetisch nach Bundesländern | Studienberechtigten-Quote in Prozent, Deutschland 2006, alphabetisch nach Bundesländern | Studienberechtigten-Quote in Prozent, Deutschland 2006, alphabetisch nach Bundesländern | Studienberechtigten-Quote in Prozent, Deutschland 2006, alphabetisch nach Bundesländern | Studienberechtigten-Quote in Prozent, Deutschland 2006, alphabetisch nach Bundesländern |
| Bundesland                                                                              | BW                                                                                      | BY                                                                                      | BE                                                                                      | BB                                                                                      | HB                                                                                      | HH                                                                                      | HE                                                                                      | MV                                                                                      | NI                                                                                      | NW                                                                                      | RP                                                                                      | SL                                                                                      | SN                                                                                      | ST                                                                                      | SH                                                                                      | TH                                                                                      | Bund Ø                                                                                  |
| --------------------------------------------------------------------------------------- | --------------------------------------------------------------------------------------- | --------------------------------------------------------------------------------------- | --------------------------------------------------------------------------------------- | --------------------------------------------------------------------------------------- | --------------------------------------------------------------------------------------- | --------------------------------------------------------------------------------------- | --------------------------------------------------------------------------------------- | --------------------------------------------------------------------------------------- | --------------------------------------------------------------------------------------- | --------------------------------------------------------------------------------------- | --------------------------------------------------------------------------------------- | --------------------------------------------------------------------------------------- | --------------------------------------------------------------------------------------- | --------------------------------------------------------------------------------------- | --------------------------------------------------------------------------------------- | --------------------------------------------------------------------------------------- | --------------------------------------------------------------------------------------- |
| Allgemeine Hochschulreife                                                               | 33,6                                                                                    | 22,1                                                                                    | 36,9                                                                                    | 32,5                                                                                    | 35,4                                                                                    | 35,2                                                                                    | 30,9                                                                                    | 27,6                                                                                    | 27,8                                                                                    | 32                                                                                      | 28,7                                                                                    | 26                                                                                      | 30                                                                                      | 25,8                                                                                    | 30                                                                                      | 32                                                                                      | 29,9                                                                                    |
| Fachhochschulreife                                                                      | 12,2                                                                                    | 12,4                                                                                    | 9                                                                                       | 7,4                                                                                     | 11,5                                                                                    | 11,4                                                                                    | 18,1                                                                                    | 4,6                                                                                     | 13,6                                                                                    | 21,4                                                                                    | 9,4                                                                                     | 22,1                                                                                    | 7,1                                                                                     | 8,2                                                                                     | 10,8                                                                                    | 8,4                                                                                     | 13,6                                                                                    |
| Gesamtquote                                                                             | 45,8                                                                                    | 34,5                                                                                    | 45,9                                                                                    | 40                                                                                      | 47                                                                                      | 46,6                                                                                    | 49,1                                                                                    | 32,2                                                                                    | 41,4                                                                                    | 53,4                                                                                    | 38                                                                                      | 48,1                                                                                    | 37,1                                                                                    | 34                                                                                      | 40,9                                                                                    | 40,3                                                                                    | 43,4                                                                                    |

| Studienberechtigten-Quote in Prozent, Deutschland 2014, geordnet nach Rangfolge in der AHR | Studienberechtigten-Quote in Prozent, Deutschland 2014, geordnet nach Rangfolge in der AHR | Studienberechtigten-Quote in Prozent, Deutschland 2014, geordnet nach Rangfolge in der AHR | Studienberechtigten-Quote in Prozent, Deutschland 2014, geordnet nach Rangfolge in der AHR | Studienberechtigten-Quote in Prozent, Deutschland 2014, geordnet nach Rangfolge in der AHR | Studienberechtigten-Quote in Prozent, Deutschland 2014, geordnet nach Rangfolge in der AHR | Studienberechtigten-Quote in Prozent, Deutschland 2014, geordnet nach Rangfolge in der AHR | Studienberechtigten-Quote in Prozent, Deutschland 2014, geordnet nach Rangfolge in der AHR | Studienberechtigten-Quote in Prozent, Deutschland 2014, geordnet nach Rangfolge in der AHR | Studienberechtigten-Quote in Prozent, Deutschland 2014, geordnet nach Rangfolge in der AHR | Studienberechtigten-Quote in Prozent, Deutschland 2014, geordnet nach Rangfolge in der AHR | Studienberechtigten-Quote in Prozent, Deutschland 2014, geordnet nach Rangfolge in der AHR | Studienberechtigten-Quote in Prozent, Deutschland 2014, geordnet nach Rangfolge in der AHR | Studienberechtigten-Quote in Prozent, Deutschland 2014, geordnet nach Rangfolge in der AHR | Studienberechtigten-Quote in Prozent, Deutschland 2014, geordnet nach Rangfolge in der AHR | Studienberechtigten-Quote in Prozent, Deutschland 2014, geordnet nach Rangfolge in der AHR | Studienberechtigten-Quote in Prozent, Deutschland 2014, geordnet nach Rangfolge in der AHR | Studienberechtigten-Quote in Prozent, Deutschland 2014, geordnet nach Rangfolge in der AHR |
| Bundesland                                                                                 | HH                                                                                         | BE                                                                                         | HB                                                                                         | HE                                                                                         | NW                                                                                         | BB                                                                                         | BW                                                                                         | TH                                                                                         | SH                                                                                         | MV                                                                                         | SN                                                                                         | RP                                                                                         | NI                                                                                         | SL                                                                                         | ST                                                                                         | BY                                                                                         | Bund Ø                                                                                     |
| ------------------------------------------------------------------------------------------ | ------------------------------------------------------------------------------------------ | ------------------------------------------------------------------------------------------ | ------------------------------------------------------------------------------------------ | ------------------------------------------------------------------------------------------ | ------------------------------------------------------------------------------------------ | ------------------------------------------------------------------------------------------ | ------------------------------------------------------------------------------------------ | ------------------------------------------------------------------------------------------ | ------------------------------------------------------------------------------------------ | ------------------------------------------------------------------------------------------ | ------------------------------------------------------------------------------------------ | ------------------------------------------------------------------------------------------ | ------------------------------------------------------------------------------------------ | ------------------------------------------------------------------------------------------ | ------------------------------------------------------------------------------------------ | ------------------------------------------------------------------------------------------ | ------------------------------------------------------------------------------------------ |
| Allgemeine Hochschulreife                                                                  | 55,8                                                                                       | 48,2                                                                                       | 48,1                                                                                       | 47,2                                                                                       | 46,0                                                                                       | 43,0                                                                                       | 42,2                                                                                       | 40,7                                                                                       | 40,6                                                                                       | 39,4                                                                                       | 38,1                                                                                       | 37,8                                                                                       | 37,6                                                                                       | 35,8                                                                                       | 31,8                                                                                       | 31,4                                                                                       | 41,0                                                                                       |
| Fachhochschulreife                                                                         | 6,8                                                                                        | 8,6                                                                                        | 8,0                                                                                        | 16,6                                                                                       | 8,1                                                                                        | 8,5                                                                                        | 16,0                                                                                       | 9,2                                                                                        | 5,5                                                                                        | 2,3                                                                                        | 7,7                                                                                        | 8,9                                                                                        | 15,5                                                                                       | 23,9                                                                                       | 6,3                                                                                        | 14,7                                                                                       | 11,8                                                                                       |
| Gesamtquote                                                                                | 62,6                                                                                       | 56,8                                                                                       | 56,1                                                                                       | 63,8                                                                                       | 54,1                                                                                       | 51,5                                                                                       | 58,2                                                                                       | 49,9                                                                                       | 46,1                                                                                       | 41,7                                                                                       | 45,8                                                                                       | 46,7                                                                                       | 53,1                                                                                       | 59,9                                                                                       | 38,1                                                                                       | 46,1                                                                                       | 52,8                                                                                       |

In Deutschland gab es 2014 434.809 neue Studienberechtigte, davon 76,5 % mit Allgemeiner Hochschulreife und 23,5 % mit Fachhochschulreife.
| Studienberechtigten-Quote in Prozent, Deutschland 2016, geordnet nach Rangfolge in der AHR | Studienberechtigten-Quote in Prozent, Deutschland 2016, geordnet nach Rangfolge in der AHR | Studienberechtigten-Quote in Prozent, Deutschland 2016, geordnet nach Rangfolge in der AHR | Studienberechtigten-Quote in Prozent, Deutschland 2016, geordnet nach Rangfolge in der AHR | Studienberechtigten-Quote in Prozent, Deutschland 2016, geordnet nach Rangfolge in der AHR | Studienberechtigten-Quote in Prozent, Deutschland 2016, geordnet nach Rangfolge in der AHR | Studienberechtigten-Quote in Prozent, Deutschland 2016, geordnet nach Rangfolge in der AHR | Studienberechtigten-Quote in Prozent, Deutschland 2016, geordnet nach Rangfolge in der AHR | Studienberechtigten-Quote in Prozent, Deutschland 2016, geordnet nach Rangfolge in der AHR | Studienberechtigten-Quote in Prozent, Deutschland 2016, geordnet nach Rangfolge in der AHR | Studienberechtigten-Quote in Prozent, Deutschland 2016, geordnet nach Rangfolge in der AHR | Studienberechtigten-Quote in Prozent, Deutschland 2016, geordnet nach Rangfolge in der AHR | Studienberechtigten-Quote in Prozent, Deutschland 2016, geordnet nach Rangfolge in der AHR | Studienberechtigten-Quote in Prozent, Deutschland 2016, geordnet nach Rangfolge in der AHR | Studienberechtigten-Quote in Prozent, Deutschland 2016, geordnet nach Rangfolge in der AHR | Studienberechtigten-Quote in Prozent, Deutschland 2016, geordnet nach Rangfolge in der AHR | Studienberechtigten-Quote in Prozent, Deutschland 2016, geordnet nach Rangfolge in der AHR | Studienberechtigten-Quote in Prozent, Deutschland 2016, geordnet nach Rangfolge in der AHR |
| Bundesland                                                                                 | SH                                                                                         | HH                                                                                         | BE                                                                                         | HB                                                                                         | NW                                                                                         | BB                                                                                         | BW                                                                                         | RP                                                                                         | TH                                                                                         | MV                                                                                         | SN                                                                                         | HE                                                                                         | SL                                                                                         | NI                                                                                         | ST                                                                                         | BY                                                                                         | Bund Ø                                                                                     |
| ------------------------------------------------------------------------------------------ | ------------------------------------------------------------------------------------------ | ------------------------------------------------------------------------------------------ | ------------------------------------------------------------------------------------------ | ------------------------------------------------------------------------------------------ | ------------------------------------------------------------------------------------------ | ------------------------------------------------------------------------------------------ | ------------------------------------------------------------------------------------------ | ------------------------------------------------------------------------------------------ | ------------------------------------------------------------------------------------------ | ------------------------------------------------------------------------------------------ | ------------------------------------------------------------------------------------------ | ------------------------------------------------------------------------------------------ | ------------------------------------------------------------------------------------------ | ------------------------------------------------------------------------------------------ | ------------------------------------------------------------------------------------------ | ------------------------------------------------------------------------------------------ | ------------------------------------------------------------------------------------------ |
| Allgemeine Hochschulreife                                                                  | 62,7                                                                                       | 57,4                                                                                       | 51,7                                                                                       | 45,5                                                                                       | 44,9                                                                                       | 44,6                                                                                       | 42,7                                                                                       | 40,9                                                                                       | 39,9                                                                                       | 39,9                                                                                       | 38,6                                                                                       | 37,3                                                                                       | 37,1                                                                                       | 36,8                                                                                       | 33,1                                                                                       | 31,1                                                                                       | 41,2                                                                                       |
| Fachhochschulreife                                                                         | 4,9                                                                                        | 8,3                                                                                        | 8,0                                                                                        | 7,7                                                                                        | 7,2                                                                                        | 7,7                                                                                        | 14,8                                                                                       | 8,0                                                                                        | 8,9                                                                                        | 3,3                                                                                        | 7,7                                                                                        | 15,0                                                                                       | 25,5                                                                                       | 15,2                                                                                       | 6,0                                                                                        | 14,2                                                                                       | 11,0                                                                                       |
| Gesamtquote                                                                                | 67,6                                                                                       | 65,7                                                                                       | 59,7                                                                                       | 53,2                                                                                       | 52,1                                                                                       | 52,3                                                                                       | 57,8                                                                                       | 48,9                                                                                       | 48,8                                                                                       | 43,2                                                                                       | 46,3                                                                                       | 52,3                                                                                       | 62,3                                                                                       | 52                                                                                         | 39,1                                                                                       | 45,3                                                                                       | 52,2                                                                                       |

In Deutschland gab es 2016 453.888 neue Studienberechtigte, davon 353.901 (78 %) mit Allgemeiner Hochschulreife und 99.561 (22 %) mit Fachhochschulreife.
| Studienberechtigten-Quote in Prozent, Deutschland 2018, geordnet nach Rangfolge in der AHR | Studienberechtigten-Quote in Prozent, Deutschland 2018, geordnet nach Rangfolge in der AHR | Studienberechtigten-Quote in Prozent, Deutschland 2018, geordnet nach Rangfolge in der AHR | Studienberechtigten-Quote in Prozent, Deutschland 2018, geordnet nach Rangfolge in der AHR | Studienberechtigten-Quote in Prozent, Deutschland 2018, geordnet nach Rangfolge in der AHR | Studienberechtigten-Quote in Prozent, Deutschland 2018, geordnet nach Rangfolge in der AHR | Studienberechtigten-Quote in Prozent, Deutschland 2018, geordnet nach Rangfolge in der AHR | Studienberechtigten-Quote in Prozent, Deutschland 2018, geordnet nach Rangfolge in der AHR | Studienberechtigten-Quote in Prozent, Deutschland 2018, geordnet nach Rangfolge in der AHR | Studienberechtigten-Quote in Prozent, Deutschland 2018, geordnet nach Rangfolge in der AHR | Studienberechtigten-Quote in Prozent, Deutschland 2018, geordnet nach Rangfolge in der AHR | Studienberechtigten-Quote in Prozent, Deutschland 2018, geordnet nach Rangfolge in der AHR | Studienberechtigten-Quote in Prozent, Deutschland 2018, geordnet nach Rangfolge in der AHR | Studienberechtigten-Quote in Prozent, Deutschland 2018, geordnet nach Rangfolge in der AHR | Studienberechtigten-Quote in Prozent, Deutschland 2018, geordnet nach Rangfolge in der AHR | Studienberechtigten-Quote in Prozent, Deutschland 2018, geordnet nach Rangfolge in der AHR | Studienberechtigten-Quote in Prozent, Deutschland 2018, geordnet nach Rangfolge in der AHR | Studienberechtigten-Quote in Prozent, Deutschland 2018, geordnet nach Rangfolge in der AHR |
| Bundesland                                                                                 | HH                                                                                         | BE                                                                                         | BB                                                                                         | NW                                                                                         | BW                                                                                         | SH                                                                                         | MV                                                                                         | RP                                                                                         | HB                                                                                         | TH                                                                                         | SL                                                                                         | HE                                                                                         | SN                                                                                         | NI                                                                                         | ST                                                                                         | BY                                                                                         | Bund Ø                                                                                     |
| ------------------------------------------------------------------------------------------ | ------------------------------------------------------------------------------------------ | ------------------------------------------------------------------------------------------ | ------------------------------------------------------------------------------------------ | ------------------------------------------------------------------------------------------ | ------------------------------------------------------------------------------------------ | ------------------------------------------------------------------------------------------ | ------------------------------------------------------------------------------------------ | ------------------------------------------------------------------------------------------ | ------------------------------------------------------------------------------------------ | ------------------------------------------------------------------------------------------ | ------------------------------------------------------------------------------------------ | ------------------------------------------------------------------------------------------ | ------------------------------------------------------------------------------------------ | ------------------------------------------------------------------------------------------ | ------------------------------------------------------------------------------------------ | ------------------------------------------------------------------------------------------ | ------------------------------------------------------------------------------------------ |
| Allgemeine Hochschulreife                                                                  | 54,8                                                                                       | 51,0                                                                                       | 47,0                                                                                       | 44,1                                                                                       | 42,4                                                                                       | 41,6                                                                                       | 40,9                                                                                       | 40,0                                                                                       | 39,5                                                                                       | 37,9                                                                                       | 37,7                                                                                       | 37,6                                                                                       | 37,1                                                                                       | 36,2                                                                                       | 33,5                                                                                       | 32,1                                                                                       | 41,1                                                                                       |
| Fachhochschulreife                                                                         | 6,4                                                                                        | 7,3                                                                                        | 7,0                                                                                        | 7,0                                                                                        | 13,2                                                                                       | 8,5                                                                                        | 4,0                                                                                        | 8,2                                                                                        | 6,6                                                                                        | 8,0                                                                                        | 22,9                                                                                       | 13,9                                                                                       | 7,0                                                                                        | 14,4                                                                                       | 6,2                                                                                        | 14,1                                                                                       | 9,5                                                                                        |
| Gesamtquote                                                                                | 61,2                                                                                       | 58,3                                                                                       | 54,0                                                                                       | 51,1                                                                                       | 55,6                                                                                       | 50,1                                                                                       | 44,9                                                                                       | 48,2                                                                                       | 46,1                                                                                       | 45,9                                                                                       | 60,6                                                                                       | 51,5                                                                                       | 44,1                                                                                       | 50,6                                                                                       | 39,7                                                                                       | 46,2                                                                                       | 50,6                                                                                       |

In Deutschland gab es 2018 432.414 neue Studienberechtigte, davon 338.700 (78,4 %) mit Allgemeiner Hochschulreife und 93.714 (21,6 %) mit Fachhochschulreife. Damit sind die absoluten Zahlen und relativen Quoten in einer Trendwende geringfügig gesunken.
| Studienberechtigten-Quote in Prozent, Deutschland 2020, geordnet nach Rangfolge in der AHR | Studienberechtigten-Quote in Prozent, Deutschland 2020, geordnet nach Rangfolge in der AHR | Studienberechtigten-Quote in Prozent, Deutschland 2020, geordnet nach Rangfolge in der AHR | Studienberechtigten-Quote in Prozent, Deutschland 2020, geordnet nach Rangfolge in der AHR | Studienberechtigten-Quote in Prozent, Deutschland 2020, geordnet nach Rangfolge in der AHR | Studienberechtigten-Quote in Prozent, Deutschland 2020, geordnet nach Rangfolge in der AHR | Studienberechtigten-Quote in Prozent, Deutschland 2020, geordnet nach Rangfolge in der AHR | Studienberechtigten-Quote in Prozent, Deutschland 2020, geordnet nach Rangfolge in der AHR | Studienberechtigten-Quote in Prozent, Deutschland 2020, geordnet nach Rangfolge in der AHR | Studienberechtigten-Quote in Prozent, Deutschland 2020, geordnet nach Rangfolge in der AHR | Studienberechtigten-Quote in Prozent, Deutschland 2020, geordnet nach Rangfolge in der AHR | Studienberechtigten-Quote in Prozent, Deutschland 2020, geordnet nach Rangfolge in der AHR | Studienberechtigten-Quote in Prozent, Deutschland 2020, geordnet nach Rangfolge in der AHR | Studienberechtigten-Quote in Prozent, Deutschland 2020, geordnet nach Rangfolge in der AHR | Studienberechtigten-Quote in Prozent, Deutschland 2020, geordnet nach Rangfolge in der AHR | Studienberechtigten-Quote in Prozent, Deutschland 2020, geordnet nach Rangfolge in der AHR | Studienberechtigten-Quote in Prozent, Deutschland 2020, geordnet nach Rangfolge in der AHR | Studienberechtigten-Quote in Prozent, Deutschland 2020, geordnet nach Rangfolge in der AHR |
| Bundesland                                                                                 | HH                                                                                         | BE                                                                                         | NW                                                                                         | BB                                                                                         | SH                                                                                         | HB                                                                                         | RP                                                                                         | MV                                                                                         | SL                                                                                         | SN                                                                                         | TH                                                                                         | HE                                                                                         | BW                                                                                         | ST                                                                                         | BY                                                                                         | [NI]                                                                                       | Bund Ø                                                                                     |
| ------------------------------------------------------------------------------------------ | ------------------------------------------------------------------------------------------ | ------------------------------------------------------------------------------------------ | ------------------------------------------------------------------------------------------ | ------------------------------------------------------------------------------------------ | ------------------------------------------------------------------------------------------ | ------------------------------------------------------------------------------------------ | ------------------------------------------------------------------------------------------ | ------------------------------------------------------------------------------------------ | ------------------------------------------------------------------------------------------ | ------------------------------------------------------------------------------------------ | ------------------------------------------------------------------------------------------ | ------------------------------------------------------------------------------------------ | ------------------------------------------------------------------------------------------ | ------------------------------------------------------------------------------------------ | ------------------------------------------------------------------------------------------ | ------------------------------------------------------------------------------------------ | ------------------------------------------------------------------------------------------ |
| Allgemeine Hochschulreife                                                                  | 55,7                                                                                       | 49,1                                                                                       | 45,5                                                                                       | 44,5                                                                                       | 42,4                                                                                       | 40,8                                                                                       | 39,9                                                                                       | 39,6                                                                                       | 38,6                                                                                       | 38,2                                                                                       | 37,4                                                                                       | 36,5                                                                                       | 35,2                                                                                       | 32,7                                                                                       | 30,7                                                                                       | 11,4                                                                                       | 37,2                                                                                       |
| Fachhochschulreife                                                                         | 5,3                                                                                        | 5,9                                                                                        | 6,2                                                                                        | 6,9                                                                                        | 6,4                                                                                        | 5,2                                                                                        | 8,6                                                                                        | 2,9                                                                                        | 18,8                                                                                       | 6,6                                                                                        | 7,3                                                                                        | 12,4                                                                                       | 14,0                                                                                       | 6,1                                                                                        | 12,0                                                                                       | 13,6                                                                                       | 9,6                                                                                        |
| Gesamtquote                                                                                | 60,9                                                                                       | 55,0                                                                                       | 51,7                                                                                       | 51,4                                                                                       | 48,9                                                                                       | 46,0                                                                                       | 48,5                                                                                       | 42,5                                                                                       | 57,4                                                                                       | 44,7                                                                                       | 44,7                                                                                       | 48,8                                                                                       | 49,3                                                                                       | 38,8                                                                                       | 42,7                                                                                       | 25,1                                                                                       | 46,8                                                                                       |

Die sinkenden Trends setzten sich teilweise im Jahr 2020 fort: Es gab rund 381 500 Studienberechtigte mit Allgemeiner oder Fachhochschulreife. Der Rückgang beruhte am meisten auf dem Aussetzen Niedersachsens wegen der Rückkehr zum G9. Die Allgemeine oder fachgebundene Hochschulreife erwarben rund 300.200 Schüler (78,6 % der Studienberechtigten), rund ein Fünftel der Studienberechtigten (82.300 Schüler oder 21,4 %) die Fachhochschulreife. 64,7 % der Studienberechtigten erwarben ihren Abschluss an einer allgemeinbildenden Schule, 35,3 % an einer beruflichen Schule. Hamburg und Berlin hatten bei der AHR erneut die höchsten Werte mit 55,7 % und 49,1 %, Bayern und Sachsen-Anhalt die niedrigsten mit 30,7 % und 32,7 %. Wenn man die Gesamtquote betrachtet, kommt das Saarland noch in die Spitzengruppe hinter Hamburg und vor Berlin, Mecklenburg-Vorpommern liegt mit 42,5 % noch hinter Bayern, und Sachsen-Anhalt bildet mit 38,8 % das Schlusslicht. Die unterschiedlichen Quoten bei der FHR liegen am Ausbau des Netzes von Fachoberschulen. In Mecklenburg-Vorpommern sind deshalb lange Schulwege zum Besuch erforderlich, die Schüler werden eher in ein Fachgymnasium oder ein allgemeinbildendes Gymnasium gelenkt, wenn sie nicht ganz auf einen weiteren Schulbesuch verzichten.
Wieder mit den Schülern aus Niedersachsen gab es 2021 rund 395 000 Studienberechtigte, davon vier Fünftel (79,6 %) mit AHR, ein Fünftel (20,4 %) mit Fachhochschulreife. Zwei Drittel (66,6 %) der Studienberechtigten erwarben ihre Allgemeine Hoch- bzw. Fachhochschulreife an einer allgemeinbildenden Schule, ein Drittel (33,4 %) an einer beruflichen Schule. Der Frauenanteil an den Studienberechtigten ist 2021 mit 54,1 % wiederum leicht angestiegen.
Im Jahr 2022 erreichten rund 385 000 Schüler eine Hochschulreife. Die allgemeine oder fachgebundene Hochschulreife erwarben vier Fünftel (80,0 %), ein Fünftel (20,0 %) erlangte die Fachhochschulreife. Leicht über zwei Drittel (67,2 %) der Studienberechtigten erwarben ihre Hochschul- beziehungsweise Fachhochschulreife an einer allgemeinbildenden Schule, weniger als ein Drittel (32,8 %) an einer beruflichen Schule. Der Frauenanteil ist mit 54,3 % erneut ein wenig angestiegen. Der AHR-Anteil lag bundesweit bei 39,3 %, am höchsten in Hamburg mit 56,5 %, Berlin mit 49 % und Nordrhein-Westfalen mit 45,4 %, am geringsten wiederum in Sachsen-Anhalt mit 31,2 % und Bayern mit 32,2 %. Bremen erreichte 42,4 %, Baden-Württemberg 40,2 %, Niedersachsen 35,8 % AHR-Quote.
Im Jahr 2023 haben rund 381 000 Schüler die Hochschulreife (Abitur) oder die Fachhochschulreife erworben, 1 % weniger Studienberechtigte als im Vorjahr (-3 700). Zwar stieg die Zahl der Personen in der relevanten Altersgruppe (17 bis 19 Jahre) zum 31. Dezember 2022 um 2,1 % gegenüber dem Vorjahr, das geht aber auf die Zuwanderung ukrainischer Jugendlicher infolge des Kriegs in der Ukraine zurück. Die Zahl der Studienberechtigten ging 2023 gegenüber 2022 in allen Bundesländern außer Hessen (+10 %), Sachsen-Anhalt (+0,6 %) und Berlin (+0,4 %) zurück. Am stärksten waren die Rückgänge im Vorjahresvergleich in Schleswig-Holstein (-10 %) und Bremen (-9 %). 54 % der Studienberechtigten sind Frauen.

### Chronologische Übersicht für Deutschland
| Deutschland | Deutschland        | Deutschland        | Deutschland        | Deutschland        | Deutschland           | Deutschland         | Deutschland |
| Jahr        | Quote der Studien- | Quote der Studien- | Quote der Studien- | Quote der Studien- | Quote der Studien-    | Promo- tions- quote | Quelle      |
| Jahr        | Berechtigten       | Berechtigten       | Berechtigten       | Anfänger           | Absol- venten (HS+FH) | Promo- tions- quote | Quelle      |
| Jahr        | West               | Ost                | Ges.               | Anfänger           | Absol- venten (HS+FH) | Promo- tions- quote | Quelle      |
| ----------- | ------------------ | ------------------ | ------------------ | ------------------ | --------------------- | ------------------- | ----------- |
| 1950        | 5                  |                    |                    | 5                  |                       |                     |             |
| 1960        | 7                  |                    |                    | 6                  |                       |                     |             |
| 1970        | 11                 |                    |                    | 12 (mit FH)        | 8                     |                     |             |
| 1972        | 15                 |                    |                    | 18 (mit FH)        |                       |                     |             |
| 1980        | 22                 |                    |                    | 19,5               | 13                    |                     |             |
| 1985        | 27,9               |                    |                    | 19,3               |                       |                     |             |
| 1990        | 31,4               |                    |                    | 30,4               | 14                    |                     |             |
| 1992        | 33,1               | 22,9               | 31                 |                    |                       |                     |             |
| 1995        | 35,5               | 37                 | 36,4               | 26,8               |                       |                     |             |
| 1996        | 36                 | 36,1               | 36                 |                    |                       |                     |             |
| 1997        | 36,9               | 35                 | 36,5               |                    | 16,4                  |                     |             |
| 1998        | 37,5               | 34,1               | 36,7               | 29,2               | 16,4                  |                     |             |
| 1999        | 38,7               | 34                 | 37,5               | 31,3               | 16,8                  |                     |             |
| 2000        | 38                 | 34                 | 37,2               | 33,5               | 16,9                  | 2,0                 |             |
| 2001        | 38,7               | 28,1               | 36,1               | 36,1               | 17,0                  |                     |             |
| 2002        | 39,4               | 34,2               | 38,2               | 37,1               | 17,4                  |                     |             |
| 2003        |                    |                    | 39,2               | 38,9               | 18,4                  |                     |             |
| 2004        |                    |                    | 41,5               | 37,1               | 19,5                  |                     |             |
| 2005        |                    |                    | 42,5               | 37                 | 21,1                  |                     |             |
| 2006        |                    |                    | 43,4               | 35,7               | 22,2                  |                     |             |
| 2007        |                    |                    | 44,5               | 37,1               | 24,1                  |                     |             |
| 2008        |                    |                    | 45,1               | 40,3               | 26,2                  | 2,2                 |             |
| 2009        |                    |                    | 46,5               | 43,0               | 29,2                  |                     |             |
| 2010        |                    |                    | 49,0               | 46,0               | 29,9                  | 2,6                 |             |
| 2011        |                    |                    | 57,0               | 55,6               | 30,9                  |                     |             |
| 2012        |                    |                    | 59,6               | 55,9               | 31,6                  |                     |             |
| 2013        |                    |                    | 57,8               | 58,5               | 31,3                  |                     |             |
| 2014        |                    |                    | 52,8               | 58,3               | 31,7                  |                     |             |
| 2015        |                    |                    | 53,0               | 58,2               | 31,2                  | 2,9                 |             |
| 2016        |                    |                    | 52,1               | 56,7               | 31,8                  |                     |             |
| 2017        |                    |                    | 51,0               | 57,0               | 32,0                  |                     |             |
| 2018        |                    |                    | 50,6               | 57,3               | 31,5                  |                     |             |
| 2019        |                    |                    | 50,6               | 57,6               | 30,7                  |                     | [ 35 ]      |
| 2020        |                    |                    | 46,8               | 56,6               | 28,5                  | 2,4                 | [ 36 ]      |
| 2021        |                    |                    |                    | 55,8               |                       |                     | [ 37 ]      |

## Österreich
In Österreich betrug die Reifeprüfungsquote 2016/17 42,8 %. Dies waren 18.900 Maturanten in der allgemeinbildenden AHS-Form und 24.500 Maturanten in der allgemeinbildenden BHS-Form. Der weibliche Anteil liegt deutlich höher als der männliche. Auch in Österreich ist die Quote stark gestiegen, 1986/87 lag sie erst bei 24,9 %.

## Schweiz
In der Schweiz besuchen alle Schüler sechs Jahre die Primarschule. Danach bieten einige Kantone ein Langzeitgymnasium an, andere nur ein Kurzzeitgymnasium. Die gymnasiale Maturquote betrug schweizweit 22,6 %, mit großen kantonalen Unterschieden (im Tessin  33,2 %, im Kanton Uri 15,1 %).  Daneben gibt es weitere Abschlüsse der Sekundarstufe II, welche zum Zugang zu Hochschulen berechtigen, etwa die Berufsmaturität und die Fachmaturität. Insgesamt erlangten so 42,7 % der jungen Erwachsenen in der Schweiz eine Maturabschluss, davon mehr Frauen (49,2 %) als Männer (36,5 %). In den lateinischen Kantonen liegt die Quote höher als in den deutschsprachigen.
Betriebliche Berufslehre und staatliche Berufsschule sind eng verzahnt („duales Bildungssystem“).
Anders als in Deutschland hat die Schweiz eine zentrale Qualitätssteuerung in der Berufsbildung, die sich gleichwohl stark an den Bedürfnissen der Betriebe orientiert.

## International
Die OECD veröffentlicht jährlich internationale Daten zur Bildung auf einen Blick. Aufgrund der verschiedenen Bildungssysteme (besonders der Zuordnungen im Tertiärbereich) sind diese nur mit großen Einschränkungen vergleichbar. So weisen einzelne Länder hohe Quoten internationaler Studierender auf. Auch bestehen Unterschiede zu den nationalen Datenkriterien.
| OECD-Ø         | 48 | 56 | 57 |
| Australien     | 65 | 86 |    |
| Belgien        |    | 30 |    |
| Dänemark       | 52 | 57 | 72 |
| Deutschland    | 30 | 34 | 47 |
| Finnland       | 71 | 71 |    |
| Frankreich     |    | 37 |    |
| Großbritannien | 47 | 55 | 61 |
| Irland         | 32 | 44 |    |
| Italien        | 39 | 52 | 44 |
| Japan          | 40 | 46 | 80 |
| Niederlande    | 53 | 60 | 57 |
| Österreich     | 34 | 42 | 57 |
| Schweden       | 67 | 73 | 55 |
| Schweiz        | 29 | 39 | 71 |
| Spanien        | 47 | 41 |    |
| USA            | 43 | 65 |    |

| Land             | ISCED 1–3 ohne Zuordnung      | ISCED 3B, 3C lang, 4 | ISCED 3A                  | ISCED 5B                    | ISCED 5A, 6            |
| ---------------- | ----------------------------- | -------------------- | ------------------------- | --------------------------- | ---------------------- |
|                  | (formal gering Qualifizierte) | (Berufs- abschluss)  | (allgemein- bildender A.) | (Berufs- qualifikation) (1) | (Hochschul- abschluss) |
| Belgien          | 35                            | 10                   | 24                        | 17                          | 13                     |
| Dänemark         | 18                            | 45                   | 05                        | 08                          | 20                     |
| Deutschland      | 16                            | 56                   | 02                        | 10                          | 15                     |
| Frankreich       | 35                            | 31                   | 10                        | 10                          | 14                     |
| Finnland         | 23                            | 0                    | 43                        | 17                          | 17                     |
| Irland           | 37                            | 10                   | 24                        | 11                          | 17                     |
| Italien          | 52                            | 09                   | 28                        | –                           | 11                     |
| Luxemburg        | 37                            | 24                   | 15                        | 09                          | 13                     |
| Niederlande      | 29                            | 20                   | 22                        | 02                          | 26                     |
| Norwegen         | 11                            | 44                   | 12                        | 02                          | 30                     |
| Österreich       | 20                            | 56                   | 06                        | 09                          | 09                     |
| Polen            | 50                            | 04                   | 31                        | –                           | 16                     |
| Portugal         | 75                            | 01                   | 12                        | –                           | 13                     |
| Schweiz          | 17                            | 48                   | 06                        | 10                          | 18                     |
| Slowakei         | 16                            | 36                   | 36                        | 01                          | 12                     |
| Spanien          | 55                            | 06                   | 12                        | 07                          | 19                     |
| Schweden         | 17                            | 0                    | 48                        | 15                          | 19                     |
| Tschechien       | 11                            | 43                   | 33                        | –                           | 12                     |
| Vereinigtes Kgr. | 35                            | 21                   | 15                        | 09                          | 20                     |

Quelle: OECD, Stand 2004.
(1) tertiäre, nicht hochschulische Bildung
Nicht erfasst sind in solchen ISCED-Beurteilungen über die Berufsqualifikation Personen, die sich innerberuflich weiterbilden (On-the-job-Bildung), sie stellen nur die Rolle des Schulsystems in der Bildungsqualifikation dar.